# Joachim Ritter
Pour les articles homonymes, voir Ritter.
Joachim Ritter (né le 3 avril 1903 à Geesthacht près de Hambourg et mort le 3 août 1974 à Münster) est l'un des plus influents représentants de la philosophie allemande après la Seconde Guerre mondiale.

## Biographie
Ritter étudie la philosophie, la théologie, l'allemand et l'histoire à Heidelberg, Marbourg, Fribourg et Hambourg en suivant les cours d'Erich Rothacker, Heinz Heimsoeth et de Martin Heidegger). Il soutient sa thèse de doctorat en 1925 avec Ernst Cassirer sur la Théorie du non-savoir chez Nicolas de Cuse. Il soutient son habilitation en 1932 avec une Enquête sur la réception et la transformation de l'ontologie néoplatonicienne chez Augustin. Puis, il est privat-dozent à l'université de Hambourg. Il est signataire de la Profession de foi envers Adolf Hitler de novembre 1933, rédigée par un petit groupe de cinq professeurs, dont Heidegger. En 1937, il adhère au NSDAP. À partir de 1940, il fait partie de la Wehrmacht en tant qu'officier de réserve et part sur le front de l'Est où il obtient plusieurs décorations. Le 8 mai 1943, il devient professeur ordinaire à l'université de Kiel mais ne peut prendre possession de sa chaire du fait de son activité militaire. De 1946 à 1968 il est professeur à l'université de Münster, une activité interrompue seulement par une invitation de l'université d'Istanbul en 1953-1955.

## Œuvre
L'œuvre de Joachim Ritter est d'abord consacrée à l'histoire de la philosophie. Ses travaux de jeunesse se situent dans la perspective de Cassirer et concernent l'antiquité ainsi que le passage du Moyen Âge aux débuts de la modernité. Il s'intéresse au rapport de la continuité et du changement dans les périodes de transformation de l'histoire de la philosophie et des sciences humaines. Il s'intéresse également à la tâche et à la méthode de la philosophie ainsi qu'à l'historicité de la connaissance scientifique.
Après la Seconde Guerre mondiale, Ritter travaille à une théorie de la modernité à partir d'une confrontation philologique avec la Philosophie du droit de Hegel, dont le concept central est celui d'aliénation. Il étudie en particulier à la question du rapport de Hegel à la Révolution française (1957). Le monde moderne se constitue, pour lui, sous la forme de la société civile, de son « droit abstrait » et de son mode de travail industriel en rupture avec les modes de vie et les visions du monde d'origine historique. Ainsi est rendue possible la libération de l'individu à l'égard de la sur-puissance de la nature, mais cela demeure seulement abstrait et négatif si la substance de l'existence humaine exclue de la société et ainsi rendue libre n'est pas conservée en même temps dans le médium de l'intériorité subjective et tenu présent. En ce sens, l'éducation par les sciences humaines et l'esthétique de l'art servent de compensation à l'anhistoricité et la réalité désenchantée de la société moderne.
La confrontation avec Aristote conduit Ritter à développer un concept de philosophie pratique comme « herméneutique du monde historique ». La tâche de la philosophie pratique consiste moins à édifier des normes morales abstraites ou des ordres politiques qu'à adapter la réalité concrète, historique à sa raison immanente que Ritter voit réalisée dans les institutions politiques et sociales. Celles-ci permettent dans la situation moderne de l'aliénation le lien entre la subjectivité et la société civile. Il critique la séparation moderne de la philosophie pratique entre un domaine de l'intériorité subjective, d'une part, soit une éthique normative, et une théorie du droit ou de l'État étudiant les relations humaines comme des données positives, d'autre part.
Ritter travaille dans les années 1960 à un dictionnaire de philosophie avec de nombreux collaborateurs, qui constitue l'un des travaux les plus importants pour la formation et la recherche en sciences humaines et en philosophie. Ritter ne considère pas de séparation entre l'histoire de la philosophie et la philosophie systématique.

## Réception
Joachim Ritter est l'un des philosophes les plus influents en Allemagne dans la période qui suit la Seconde Guerre mondiale par son engagement en faveur de l'éducation et de la politique universitaire porté par un concept emphatique d'éducation théorique. Sa théorie des sciences humaines et ses réflexions sur la philosophie pratique trouvent un grand écho et participent de la « réhabilitation de la philosophie pratique » en Allemagne.
Parmi les élèves de Ritter figurent Günther Bien, Ernst-Wolfgang Böckenförde, Wilhelm Goerdt, Martin Kriele, Hermann Lübbe, Odo Marquard, Reinhart Maurer, Willi Oelmüller, Günter Rohrmoser, Wilhelm Schmidt-Biggemann et Robert Spaemann. Jürgen Habermas parle de ce fait d'une Ritter-Schule (école rittérienne) à l'orientation conservatrice.

## Écrits
(en français) 
- Hegel et la Révolution française ; suivi de Personne et propriété selon Hegel / Beauchesne / 1970
- Paysage : fonction de l'esthétique dans la société moderne / Ed. de l'Imprimeur / 1997